# Hubo KHR-3
Hubo é um robô humanoide desenvolvido pelo Instituto de Ciências e Tecnologia da Coreia do Sul. Ele consegue reconhecer a voz do dono, possuindo um software de visão e 41 juntas que imitam as do ser humano. Hubo consegue mexer seus dedos independentemente, é conectado à internet e recebe todo tipo de informação.

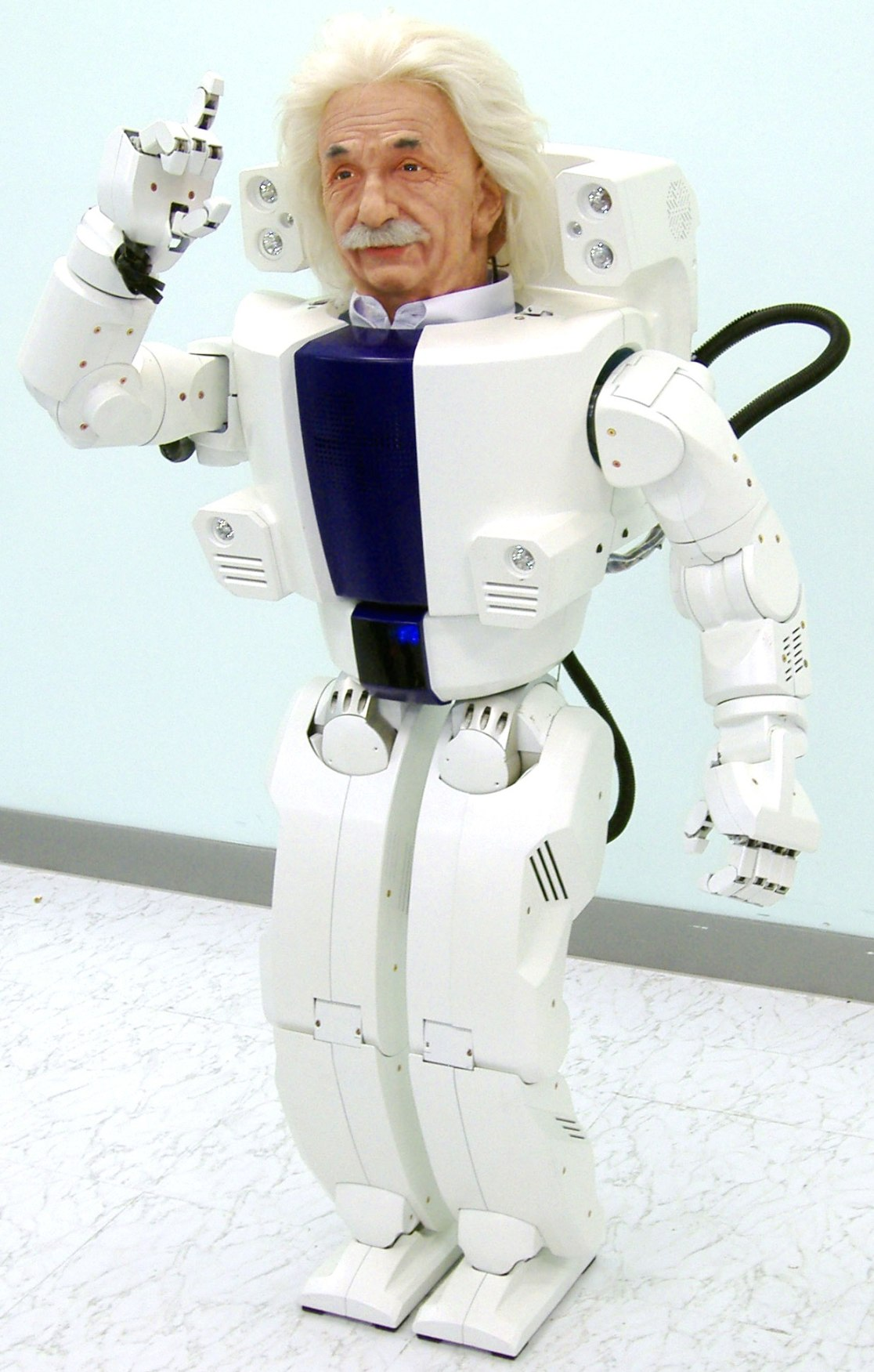
Um modelo do Hubo com uma réplica da cabeça de Albert Einstein.